# ミシェル・カン
ミシェル・カン（Michele Kang、1959年6月1日 - ）は、大韓民国出身のアメリカ合衆国の女性実業家なのである。本名はカン・ヨンミ（朝: 강용미).。

## 経歴・人物
- 大韓民国・京城市出身。梨花女子大学校で学んだ後[1]、父親の勧奨により経営学を学ぶため西江大学校に入学し、そこで学んだ[2]。
- だが彼女はさらなる勉学の意欲に目覚め、アメリカ合衆国へ渡り、シカゴ大学で経済学学士号、イエール大学で経営学修士号をそれぞれ取得した[2]。
- 社会に出たカンは情報関連の様々な企業にて経営コンサルタントを務め[3]、アーンスト・アンド・ヤングでも重役を務めた[4]。
- 2000年にカンはノースロップ・グラマンに入社し、2003年には同社のヘルス&サイエンスソリューション部門副社長に就任した[4]。
- ノースロップ・グラマンを退職した後、自身の会社である『Cognosante Consulting』を設立、アメリカ合衆国内に於いて各州政府によるヘルスケア部門のコンサルティングサービスの展開に力を注いだ[3]。

### スポーツとの関わり
カンは2019年、その年の女子サッカーワールドカップに優勝したサッカーアメリカ合衆国女子代表の祝賀会に招待された際に、女子プロサッカーチーム「ワシントン・スピリット」の当時のオーナーであったスティーブ・ボールドウィンに引き合わされ、その場でボールドウィンからクラブオーナーグループに参加するよう要請され、これを受諾、プロサッカーチームの経営に足を踏み入れることとなった。
2021年にワシントン・スピリットのヘッドコーチを務めていたリッチー・バークによるNWSLセクシャルハラスメント問題が発生したことを受けてカンはチームの完全買収を決意し、2022年3月にクラブの株式の過半数を取得し、オーナーとなった。
カンは2023年にオリンピック・リヨン女子チームである「オリンピック・リヨネ・フェミニン」の買収に乗り出し、同年5月にクラブの経営権を掌握した。
続いてカンは2023年にイングランド女子プロサッカーリーグ（ウィメンズ・スーパーリーグ、WSL）2部であったロンドン・シティ・ライオネスを買収。カンはライオネスの強化のために本拠地をヘイズ・レーンへ移転することや、専用のトレーニング施設を建設するなどの施策を打ち出した。またサッカー日本女子代表選手の熊谷紗希など多くの有名選手を補強するなどし、2025-26シーズンからのWSL1部への昇格を果たした。